# TEU

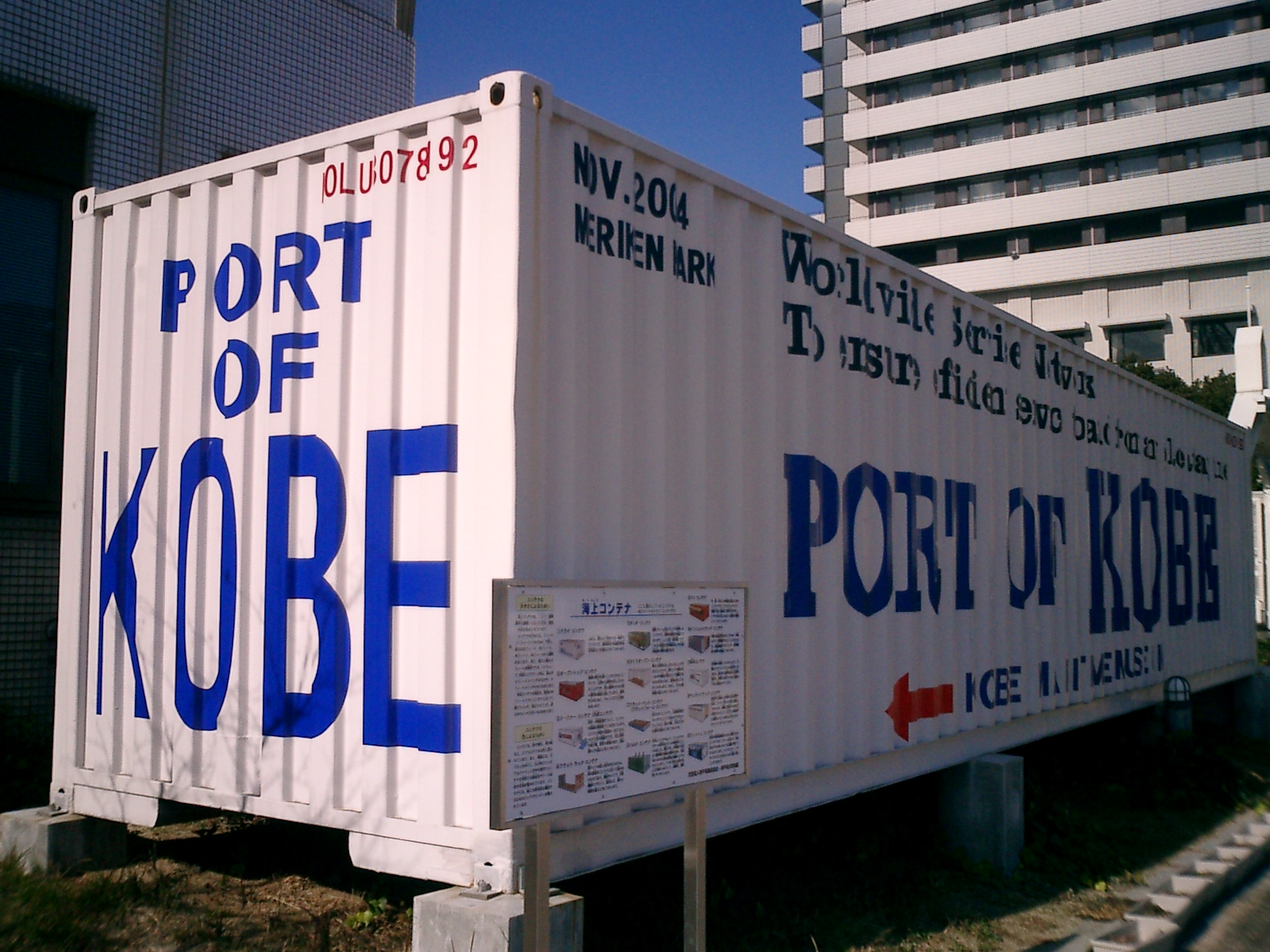
Een 40-voetcontainer.
2 TEU

TEU (ook wel teu) is de aanduiding voor de afmetingen van containers. De afkorting staat voor Twenty Foot Equivalent Unit.
In het metrieke stelsel uitgedrukt is een TEU 6,10 meter lang, 2,44 m breed en meestal 2,59 m hoog.
In Angelsaksische landen is 1 TEU een container van 20 voet lang, 8 breed en meestal 8½ (8 voet 6 inch) hoog.
Het externe volume van 1 TEU is 38,51 kubieke meter.
Een container van 40 voet lang geldt als 2 TEU.
De meest voorkomende containers, die worden gebruikt voor het vervoer op containerschepen en op vrachtwagens, zijn 2 TEU.